# 软件膨胀
软件膨胀(英語：Software bloat) 是指计算机程序佔用空間隨軟件更新越變越大，而且還會佔用更多内存、磁盘空间及CPU資源，對硬件要求也越來越高。
對於軟件膨脹這現象，周思博认为，對於常用軟件來說，虽然80%的用户只用了軟件中20%的功能，但每個人用的功能不盡相同，因此精简版软件對大多数人来说未必有用，因为對用戶來說，精簡版缺少他們想要的功能。

## 信息安全問題

### 軟件膨脹容易有更多安全漏洞
由於軟件膨脹，程式設計師在管理代碼時會更困難，導致更難偵測潛在的安全漏洞，也導致修補安全漏洞更困難。此外，如果軟件開發時使用大量的第三方軟件、函式庫或外掛程式，也會令程式變得更膨脹，管理更困難，增加安全漏洞風險。

### 膨脹軟件(bloatware)或沒用的軟件可能引入更多安全漏洞的風險
雖然膨脹軟件只是沒用的軟件，它不是惡意軟件，也不是惡意程式。但多餘的軟件，會增加電腦的安全漏洞的風險，從而可能令使用者更容易感染電腦病毒、惡意軟件及勒索軟件。